# Jan Shepard
Jan Shepard, nata Josephine Angela Sorbello (Quakertown, 19 marzo 1928 – Burbank, 17 gennaio 2025), è stata un'attrice statunitense.
Recitò dal 1953 al 1966 in 7 film e dal 1952 al 1973 in oltre 70 produzioni televisive.

## Biografia
Jan Shepard nacque da una famiglia originaria della Sicilia. Dopo essersi trasferita nel 1949 in California, dove vivevano alcuni suoi parenti, cominciò a recitare per le rappresentazioni di una piccola compagnia teatrale, la Ben Bard Players e, contemporaneamente, a lavorare come segretaria a Los Angeles. In questo periodo condivideva la casa a Hollywood con l'amica e attrice Amanda Blake. Grazie proprio alla Blake riuscì a debuttare in televisione, partecipando ad un episodio della serie televisiva antologica Fireside Theatre dal titolo The Broken Chord, trasmesso in prima televisiva il 19 febbraio 1952. Nel 1954 sposò l'attore Dirk London, che aveva conosciuto alla Ben Bard Players.
Per gli schermi televisivi fu accreditata diverse volte per numerose interpretazioni, come quella dell'infermiera Betty in 5 episodi della serie Dr. Christian nel 1956. Dagli anni cinquanta agli anni settanta fece numerose apparizioni sul piccolo schermo in veste di guest star o di interprete di personaggi perlopiù minori in numerosi episodi, e partecipò alle principali serie televisive western del periodo, come Gli uomini della prateria con Clint Eastwood.
Il grande schermo la vide invece interprete di pochi personaggi, tra cui quello di Nan Greyson nel film horror L'attacco delle sanguisughe giganti (1959), di Mimi Fisher in La via del male (1958), e di Betty Kohana in Paradiso hawaiano (1966), questi ultimi accanto a Elvis Presley.
Terminò la carriera televisiva all'inizio degli anni settanta interpretando Claire Amazeen nell'episodio Code 261 della serie A tutte le auto della polizia, che fu mandato in onda il 5 novembre 1973, mentre per gli schermi cinematografici l'ultimo film a cui prese parte fu Paradiso hawaiano.

## Filmografia

### Cinema
- Ho sposato un pilota (Sabre Jet), regia di Louis King (1953)
- Burden of Truth, regia di Reid Rummage (1957)
- La via del male (King Creole), regia di Michael Curtiz (1958)
- L'attacco delle sanguisughe giganti (Attack of the Giant Leeches), regia di Bernard L. Kowalski (1959)
- Third of a Man, regia di Robert Lewin (1962)
- Della, regia di Robert Gist (1964)
- Paradiso hawaiano (Paradise, Hawaiian Style), regia di Michael D. Moore (1966)

### Televisione
- Fireside Theatre – serie TV, un episodio (1952)
- Death Valley Days – serie TV, un episodio (1954)
- Schlitz Playhouse of Stars – serie TV, un episodio (1954)
- The Adventures of Kit Carson – serie TV, 2 episodi (1954)
- Le avventure di Jet Jackson (Captain Midnight) – serie TV (1954)
- Scienza e fantasia (Science Fiction Theatre) – serie TV, episodi 1x17-2x19-2x39 (1955-1957)
- Waterfront – serie TV, 3 episodi (1955)
- Letter to Loretta – serie TV, un episodio (1955)
- La mia piccola Margie (My Little Margie) – serie TV, un episodio (1955)
- The Public Defender – serie TV, un episodio (1955)
- Stage 7 – serie TV, un episodio (1955)
- TV Reader's Digest – serie TV, episodio 1x19 (1955)
- The Man Behind the Badge – serie TV, un episodio (1955)
- Il cavaliere solitario (The Lone Ranger) – serie TV, un episodio (1955)
- Tales of the Texas Rangers – serie TV, un episodio (1955)
- Private Secretary – serie TV, un episodio (1955)
- Screen Directors Playhouse – serie TV, episodio 1x05 (1955)
- It's a Great Life – serie TV, un episodio (1955)
- Le leggendarie imprese di Wyatt Earp (The Life and Legend of Wyatt Earp) – serie TV, un episodio (1956)
- Crossroads – serie TV, episodio 1x20 (1956)
- The Man Called X – serie TV, un episodio (1956)
- Il sergente Preston (Sergeant Preston of the Yukon) – serie TV, un episodio (1956)
- Dr. Christian – serie TV, 5 episodi (1957)
- The Gray Ghost – serie TV, episodio 1x14 (1957)
- Corky, il ragazzo del circo (Circus Boy) – serie TV, episodio 1x17 (1957)
- Official Detective – serie TV, un episodio (1957)
- Code 3 – serie TV, un episodio (1957)
- La pattuglia della strada (Highway Patrol) – serie TV, 2 episodi (1958-1959)
- The Californians – serie TV, un episodio (1958)
- Gli uomini della prateria (Rawhide) – serie TV, 3 episodi (1959-1961)
- Trackdown – serie TV, un episodio (1959)
- Le avventure di Rin Tin Tin (The Adventures of Rin Tin Tin) – serie TV, un episodio (1959)
- Wichita Town – serie TV, episodio 1x06 (1959)
- L'uomo e la sfida (The Man and the Challenge) – serie TV, episodio 1x10 (1959)
- Lock-Up – serie TV, episodi 1x34-2x38 (1960-1961)
- U.S. Marshal – serie TV, un episodio (1960)
- Ricercato vivo o morto (Wanted: Dead or Alive) – serie TV, episodio 2x17 (1960)
- Tombstone Territory – serie TV, un episodio (1960)
- Philip Marlowe – serie TV, episodio 1x25 (1960)
- The Clear Horizon – serie TV (1960)
- Laramie – serie TV, 3 episodi (1961-1962)
- Gunsmoke – serie TV, 4 episodi (1961-1967)
- Ispettore Dante (Dante) – serie TV, episodio 1x14 (1961)
- Bat Masterson – serie TV, un episodio (1961)
- Gunslinger – serie TV, episodio 1x05 (1961)
- Assignment: Underwater – serie TV, un episodio (1961)
- Carovana (Stagecoach West) – serie TV, episodio 1x31 (1961)
- The Brothers Brannagan – serie TV, un episodio (1961)
- Everglades – serie TV, episodio 1x03 (1961)
- Lotta senza quartiere (Cain's Hundred) – serie TV, un episodio (1961)
- Perry Mason – serie TV, 4 episodi (1962-1965)
- Lawman – serie TV, un episodio (1962)
- King of Diamonds – serie TV, un episodio (1962)
- G.E. True – serie TV, episodi 1x27-1x28 (1963)
- The Crisis (Kraft Suspense Theatre) – serie TV, un episodio (1964)
- Il virginiano (The Virginian) – serie TV, 5 episodi (1965-1969)
- Convoy – serie TV, episodio 1x11 (1965)
- The Long, Hot Summer – serie TV, un episodio (1965)
- Bonanza – serie TV, un episodio (1966)
- A Man Called Shenandoah – serie TV, episodio 1x25 (1966)
- Volo 1-6 non atterrate (The Doomsday Flight) – film TV (1966)
- F.B.I. (The F.B.I.) – serie TV, 2 episodi (1967-1968)
- Ai confini dell'Arizona (The High Chaparral) – serie TV, 2 episodi (1967-1968)
- I sentieri del west (The Road West) – serie TV, episodio 1x19 (1967)
- Disneyland – serie TV, un episodio (1967)
- Ironside – serie TV, un episodio (1967)
- Mannix – serie TV, un episodio (1968)
- La terra dei giganti (Land of the Giants) – serie TV, un episodio (1969)
- Dove vai Bronson? (Then Came Bronson) – serie TV, un episodio (1970)
- Marcus Welby (Marcus Welby, M.D.) – serie TV, un episodio (1970)
- Longstreet – serie TV, un episodio (1972)
- That Certain Summer – film TV (1972)
- A tutte le auto della polizia (The Rookies) – serie TV, un episodio (1973)